# Detroit Express
Detroit Express fu il nome con cui furono conosciuti due club calcistici statunitensi facenti capo a due franchise differenti, il primo dei quali militante nella North American Soccer League (NASL) dal 1978 al 1980 e il secondo nella Lega nota come American Soccer League II dal 1981 al 1983.

## Storia
Il club nacque nel 1978 per rimpiazzare il vuoto decennale lasciato dai Detroit Cougars; la franchise si produsse in una buona performance nella stagione d'esordio, grazie anche all'apporto dell'attaccante inglese Trevor Francis che segnò 36 goal in 2 stagioni: la squadra raggiunse i quarti di finale e, nel 1979, gli ottavi. Dopo altre tre stagioni in cui non riuscì ad andare oltre il primo turno di spareggio, la franchise lasciò Detroit per trasferirsi a Washington D.C. e ridar vita ai Diplomats.
Nel 1981 una nuova franchise si stabilì a Detroit e diede alla squadra lo stesso nome di quella appena trasferitasi altrove. Sempre come Detroit Express, quindi, la nuova compagine disputò tre edizioni del campionato dell'American Soccer League II, del quale divenne campione nel 1982. Dopo una stagione in cui venne mancata la qualificazione ai playoff la squadra, alla fine del 1983, fu definitivamente sciolta. Il Detroit Express fu una delle pochissime squadre che, lasciata la NASL per una Lega concorrente, si sciolsero tuttavia ben prima della fine della stessa NASL (1985).

## Cronologia
| Stagione | NASL | NASL Indoor | ASL II        | U.S. Cup | Affluenza media |
| -------- | ---- | ----------- | ------------- | -------- | --------------- |
| 1978     | QF   | -           | -             | -        | 12.194          |
| 1979     | OF   | -           | -             | -        | 14.058          |
| 1979/80  | -    | 1° T        | -             | -        | 3.937           |
| 1980     | n.q. | -           | -             | -        | 11.198          |
| 1980/81  | -    | n.q.        | -             | -        | 4.649           |
| 1981     | -    | -           | Semifinalista | -        | -               |
| 1982     | -    | -           | Vincitore     | -        | -               |
| 1983     | -    | -           | n.q.          | -        | -               |

## Palmarès

### Competizioni nazionali
- American Soccer League: 1

1982